# Gibbon czapkowy
Gibbon czapkowy, gibon czapnik (Hylobates pileatus) – gatunek ssaka naczelnego z rodziny gibbonowatych (Hylobatidae).

## Zasięg występowania
Gibbon czapkowy występuje w południowo-wschodniej Tajlandii (na wschód i południe od rzek Mun i Takhong, zachodnia granica prawdopodobnie dawniej znajdowała się nad rzeką Bang Pakong), południowo-zachodnim Laosie (na zachód od rzeki Mekong) oraz północnej i zachodniej Kambodży (na zachód od rzeki Mekong); dawniej być może występował w południowym Wietnamie.

## Taksonomia
Gatunek po raz pierwszy naukowo opisał w 1861 roku brytyjski zoolog John Edward Gray nadając mu nazwę Hylobates pileatus. Holotyp pochodził z Kambodży.
Na podstawie doniesień z 1925 roku H. pileatus tworzy wąską strefę krzyżowania z H. lar w Parku Narodowym Khao Yai w środkowej Tajlandii, w szczególności w górnym biegu systemu rzecznego Takhong-Mun-Mekong. Autorzy Illustrated Checklist of the Mammals of the World uznają ten takson za gatunek monotypowy.

### Etymologia
- Hylobates: gr. ὑλοβατης hulobatēs „przebiegający lasy”, od ὑλη hulē „las, teren lesisty”; βατης batēs „piechur”, od βατεω bateō „stąpać”, od βαινω bainō „chodzić”[7].
- pileatus: łac. pileatus „czapkowy, czepkowy”, od pileus „filcowy czepek”[8].

## Morfologia
Brak danych na temat wymiarów i masy ciała.

## Tryb życia
Gibon czapnik zawdzięcza nazwę czarnej „czapce” z włosów, przykrywającej głowy obydwu płci. Młode gibony czapniki przychodzą na świat białe. Inne ubarwienie pojawia się stopniowo, rozszerzając się od głowy do ciała. Gdy samiec dojrzewa płciowo dopiero wtedy przybiera całkowicie barwę czarną. Samice poza czarną "czapką" na głowie są żółtobrązowe. Gibony te żyją w ściśle określonych terytoriach, z którymi są silnie związane i samce nieraz kłócą się między sobą o granice terytorium. Rzadko jednak dochodzi do prawdziwych walk. Gatunek ten jest głównie roślinożercą, żywiąc się liśćmi, pąkami, żywicą, a tylko od czasu do czasu owadami. Sposobem poruszania się tych zwierząt jest brachiacja.
Samica rodzi 1 młode.